# Törökbálint GP - Memorial Imre Riczu
El Törökbálint GP - Memorial Imre Riczu és una cursa ciclista d'un sol dia que es disputa a Törökbálint, a Hongria. Creada al 2014 com una cursa per a ciclistes amateurs, al 2017 va entrar a formar part del calendari de l'UCI Europa Tour.

## Palmarès
| Any  | Vencedor         | Segon            | Tercer       |
| ---- | ---------------- | ---------------- | ------------ |
| 2017 | Alberto Giuriato | Mattia De Marchi | Anthony Moye |